# Lijst van beelden in Amersfoort-zuid
De lijst van beelden in Amersfoort-zuid is onderdeel van een serie van lijsten van beelden in Nederlandse gemeente Amersfoort.
Dit deel bevat de beelden in de wijken en buurten De Berg Noord, De Berg Zuid, Bosgebied, Vermeerkwartier en Leusderkwartier.
Onder een beeld wordt hier verstaan elk driedimensionaal kunstwerk in de openbare ruimte, waarbij beeld wordt gebruikt als verzamelbegrip voor sculpturen, standbeelden, installaties, gedenktekens en overige beeldhouwwerken.
De monumenten van Kamp Amersfoort en Begraafplaats Rusthof staan op de lijst van beelden in Leusden.
Voor een volledig overzicht van de beschikbare afbeeldingen zie de categorie Beelden in Amersfoort-zuid op Wikimedia Commons.
| Geplaatst                   | Omschrijving                                                       | Kunstenaar                                                          | Locatie | Materiaal                  | Afbeelding |  |
| --------------------------- | ------------------------------------------------------------------ | ------------------------------------------------------------------- | --- | -------------------------- | ---------- |  |
| ca. 1850                    | timpaan                                                            |                                                                     | Arnhemseweg (op de gevel van het voormalige koetshuis van Landgoed Nimmerdor)                                                                              | gietijzer                  |            |  |
| ca. 1900                    | Eik en Berg                                                        |                                                                     | Van Hogendorplaan 10 (zijde Barchman Wuytierslaan) |                            |            |  |
| 1901                        | twee gevelstenen met treinpersoneel                                | Eduard Cuypers (uitgevoerd door Atelier Van den Bossche en Crevels) | Station Amersfoort | natuursteen                |            |  |
| ca. 1910                    | mozaïeken                                                          |                                                                     | Koningin Beatrixplantsoen |                            |            |  |
| 1911                        | buste Johan van Oldenbarnevelt                                     | August Falise                                                       | Thorbeckeplein | brons                      |            |  |
| 1916                        | Huize Paaslo                                                       |                                                                     | Utrechtseweg 154 | steen                      |            |  |
| 1917                        | Amsvorde                                                           |                                                                     | Utrechtseweg 78 | steen                      |            |  |
| 1918                        | Belgenmonument                                                     | François Gos                                                        | |                            |            |  |
| 1919                        |                                                                    |                                                                     | Prins Frederiklaan 6 |                            |            |  |
| jaren '20 van de 20ste eeuw | Monument voor de wereldvrede                                       | Henk van de Kraan                                                   | Utrechtseweg |                            |            |  |
| 1925                        | Herdenkingsbank Christine de Bosch Kemper                          | onbekend                                                            | splitsing van de Utrechtseweg en Prins Frederiklaan |                            |            |  |
| 1931                        | De Jager                                                           |                                                                     | Vondellaan 27 | baksteen                   |            |  |
| 1933                        | Onze Lieve Vrouwe ter Eem                                          | Mari Andriessen                                                     | Daam Fockemalaan (voorgevel voormalig klooster Onze Lieve Vrouwe ter Eem)                                                                                  |                            |            |  |
| 1933                        | Sint Agnes                                                         | Wim Nijs                                                            | Daam Fockemalaan (wand van het voormalig klooster Onze Lieve Vrouwe ter Eem)                                                                               |                            |            |  |
| ca. 1933                    | Mozaïek van de aartsengel Michaël                                  | onbekend                                                            | Daam Fockemalaan (buitenmuur voormalig klooster Onze Lieve Vrouwe ter Eem)                                                                                 |                            |            |  |
| 1935                        | De Eekhoorn                                                        |                                                                     | Groen van Prinstererlaan 32 | steen                      |            |  |
| 1935                        | Eikenoord                                                          |                                                                     | Dr. Nolenslaan 13 | steen                      |            |  |
| 1936                        | gevelsteen                                                         |                                                                     | Hugo de Grootlaan 28 | steen                      |            |  |
| 1946                        | Oorlogsmonument                                                    | David Zuiderhoek                                                    | Appelweg |                            |            |  |
| 1955                        | Hert                                                               | Han Wezelaar                                                        | Abraham Kuyperlaan, Dr. | brons                      |            |  |
| 1956                        | En zij tastten langs de wand (mozaïek)                             | Berend Hendriks                                                     | De Ganskuijl (op de muur van het Corderius College) |                            |            |  |
| 1956?                       | zonder titel (reliëf)                                              | onbekend                                                            | Daam Fockemalaan (op de muur van het voormalige kruisherenklooster)                                                                                        | steen                      |            |  |
| 1957                        | De twee zusjes                                                     | Ton Sondaar                                                         | Borneoplein | kalksteen                  |            |  |
| 1957                        | Baadster                                                           | Pieter Starreveld                                                   | Bisschopsweg (verplaatst naar Park Randenbroek) | brons                      |            |  |
| 1957                        | Twee clowns                                                        | Maarten Mooij                                                       | Bosweg (voor de Prof. Dr. de Leeuwschool) (niet meer aanwezig)                                                                                             | steen                      |            |  |
| 1957                        | Zij volgden de ster (reliëf)                                       | Loekie Metz                                                         | Lambert Heijnricsstraat 28 | beton                      |            |  |
| 1958                        | diverse reliëfs                                                    |                                                                     | Arubalaan, De Genestetlaan en Surinamelaan | baksteen                   |            |  |
| 1958                        | Sport                                                              | Wim Harzing                                                         | Daam Fockemalaan | steen                      |            |  |
| 1959                        | Meeuw                                                              | Loekie Metz                                                         | Amsterdamseweg, nabij de kruising met de Barchman Wuytierslaan                                                                                             |                            |            |  |
| 1960                        | Moedervreugde                                                      | Ruth Brouwer                                                        | Kapelweg (tussen de flats tegenover de Timorstraat) | brons                      |            |  |
| 1960                        | Boogschutter (centaur)                                             | Theo van der Nahmer                                                 | Hugo de Grootlaan |                            |            |  |
| 1960                        | Nils Holgersson                                                    | Ellen Beerthuis-Roos                                                | Curaçaolaan (niet meer aanwezig) | brons                      |            |  |
| 1961                        | Man met vrouw                                                      | Gooitzen de Jong                                                    | Curaçaolaan | brons                      |            |  |
| 1961                        | Gehurkte vrouw met kind                                            | Nic Jonk                                                            | Curaçaolaan | brons                      |            |  |
| 1965                        | Reddend zwemmen                                                    | Eric Claus                                                          | Bisschopsweg (niet meer aanwezig) | brons                      |            |  |
| 1975                        | Omhelzing                                                          | Martha Marjenburgh                                                  | Amersfoortseweg (op het terrein van Psychiatrisch Centrum Zon & Schild)                                                                                    | steen                      |            |  |
| 1976/1983                   | Barmhartige Samaritaan                                             | Frank Letterie                                                      | Utrechtseweg (bij het kantoor van het Meander Medisch Centrum locatie Lichtenberg) (niet meer aanwezig)                                                    | brons                      |            |  |
| 1978                        | Spelende jonge paarden                                             | Frank Letterie                                                      | Utrechtseweg (binnentuin van het Meander Medisch Centrum locatie Lichtenberg)                                                                              | brons                      |            |  |
| 1980                        | Jan van Gulik                                                      | Pieter d' Hont                                                      | Utrechtseweg (Meander Medisch Centrum locatie Lichtenberg) (niet meer aanwezig)                                                                            |                            |            |  |
| 1988                        | De Pluim                                                           | Sigurdur Gudmundsson                                                | voor/tussen de Graaf Lodewijklaan en de Graaf Hendriklaan                                                                                                  |                            |            |  |
| 1989                        | Onder Moeders Vleugel                                              | Marga Brey                                                          | Utrechtseweg (ingang kinderpaviljoen Fornhese, psychisch centrum Zon en Schild)                                                                            | brons                      |            |  |
| 1989                        | It takes two to tango                                              | Ernst Hazenbroek                                                    | Stichtse Rotonde |                            |            |  |
| 1991                        | Prins Bernhard                                                     | Thérèse de Groot                                                    | Barchman Wuytierslaan 198 (bij de Bernhardkazerne) |                            |            |  |
| 1992                        | Jonge Vogel                                                        | Gène Eggen                                                          | Diamantweg (ingang Burgemeester van Randwijckhuis) |                            |            |  |
| 1993?                       | Omarming                                                           | Marga Brey                                                          | Amersfoortseweg (op het terrein van Psychiatrisch Centrum Zon & Schild)                                                                                    |                            |            |  |
| 1993                        | oorlogsmonumenten                                                  | Ir. Hermanus Gerardus Jacob Schelling en Hendrik Jan Winkelman      | Amersfoort Centraal Station | koper                      |            |  |
| 1994                        | De Ladder                                                          | Armando                                                             | Hoek van Laan 1914 en de Leusderweg | brons                      |            |  |
| 1995                        | Het geschonden kind in mij                                         | Anne-Lies Drost                                                     | Juliana van Stolbergplantsoen aan de Leusderweg |                            |            |  |
| 1997 dan wel 2001           | Ellips of Light                                                    | Joost van Santen                                                    | Stationsplein (in de gevel van het Centraal Station) | glas                       |            |  |
| 1998                        | Spoorbank                                                          | Kees Verwey                                                         | Stationsstraat | staal, hout                |            |  |
| 2000                        | Zonnewijzer                                                        | Konings & Bey                                                       | Stationsplein |                            |            |  |
| 2000                        | Ontwikkeling                                                       | Joost Barbiers                                                      | Amersfoortseweg (op het terrein van Psychiatrisch Centrum Zon & Schild)                                                                                    | graniet                    |            |  |
| 2004                        | kunstzinnige bank                                                  | Frank Halmans                                                       | Hoek van De Ganskuijl en de Gasthuislaan |                            |            |  |
| 2004                        | kunstzinnige bank                                                  | Theo van der Hoeven                                                 | hoek Stadsring en de Hendrik van Viandenstraat (voor kantoor Latei)                                                                                        |                            |            |  |
| 2004                        | totempaal                                                          |                                                                     | Curaçaolaan |                            |            |  |
| 2005                        | It doensn’t matter which way you go, as long as you get somewhere… | Anna Thalia Benus                                                   | trapportalen Graaf Jan Laan |                            |            |  |
| 2005                        | zitbanken tramlijn Amersfoort-Zeist (replica's)                    |                                                                     | Barchman Wuytierslaan | beton                      |            |  |
| 2006                        | Der Baum                                                           | Armando                                                             | Utrechtseweg (voor het Meander Medisch Centrum locatie Lichtenberg) (niet meer aanwezig)                                                                   | brons                      |            |  |
| 2008                        | mozaïekbank                                                        | onbekend                                                            | Van Marnixlaan (op de speelplaats van de katholieke basisschool School op de Berg)                                                                         |                            |            |  |
| 2010                        | Buitenkamer                                                        | Krijnie Beyen                                                       | Amersfoortseweg (op het terrein van Psychiatrisch Centrum Zon & Schild)                                                                                    |                            |            |  |
| 2010                        | Metamorfose de Larf                                                | Thijs Trompert                                                      | Keesomstraat (bosrand Nimmerdor) |                            |            |  |
| 2010                        | De toga van Johan van Oldenbarnevelt                               | Inez de Heer Klootz                                                 | Johan van Oldenbarneveltlaan (aan de muur van de ASV-Daltonschool)                                                                                         |                            |            |  |
| 2011                        | Ambition & Dynamics                                                | Philip de Koning                                                    | Stationsplein (voor het kantoor van Friesland Campina) | geborsteld roestvrij staal |            |  |
| 2013                        | glas-in-loodraam ter ere van 150 jaar spoor in Amersfoort          | Glasatelaar De Witte Raaf                                           | Stationsplein (traverse Centraal Station) | glas-in-lood               |            |  |
| 2014                        | glas-in-loodraam ter ere van 175 jaar spoor                        | Glasatelaar De Witte Raaf                                           | Stationsplein (in de hal van het Centraal Station) | glas-in-lood               |            |  |
| 2015                        | Tolerantiepoort                                                    | Juul Baltussen                                                      | hoek Prins Frederiklaan/Daam Fockemalaan |                            |            |  |
| 2015                        | mozaïektegel                                                       | onbekend                                                            | kruising Bosweg/Celsiusstraat |                            |            |  |
| 2015                        | kersen                                                             | onbekend                                                            | Roethof-rotonde/Kersenbaan |                            |            |  |
| 2015                        | Scherven brengen geluk                                             | diverse buurtkinderen en buurtbewoners                              | Roethof-rotonde |                            |            |  |
| 2017                        | Chogokin                                                           | Boris Tellegen                                                      | Barchman Wuytierslaan |                            |            |  |
|                             | onbekend                                                           |                                                                     | Berkenweg (op het terrein van de Hogeschool Utrecht) (niet meer aanwezig)                                                                                  |                            |            |  |
|                             | Hansje Medicijn                                                    | Theo van der Nahmer                                                 | voorterrein van ziekenhuis De Lichtenberg (niet meer aanwezig)                                                                                             |                            |            |  |
| jaren 60?                   | onbekend                                                           | Arthur Spronken                                                     | Berkenweg (op het terrein van de Hogeschool Utrecht) (niet meer aanwezig)                                                                                  |                            |            |  |
|                             | onbekend                                                           | Mans Meijer                                                         | Lambert Heijnricsstraat (twee reliëfs, één op het huis op de hoek met de Gasthuislaan, op de wand aan de Gasthuislaan, en één op het appartementencomplex) | steen                      |            |  |
|                             | Schapen (12 stuks)                                                 | Leendert Bolle                                                      | Utrechtseweg (Psychiatrisch centrum Zon en Schild, bij paviljoen Eikenstaete)                                                                              | steen                      |            |  |
|                             | Pelita                                                             |                                                                     | Barchman Wuytierslaan (appartementencomplex Pelita) |                            |            |  |
|                             | Cyclorama                                                          |                                                                     | Borneoplein 19 | steen                      |            |  |
|                             | De Zaag                                                            |                                                                     | De Bosch Kemperlaan 3 |                            |            |  |
|                             | gevelsteen met een eend                                            |                                                                     | De Bosch Kemperlaan 3 |                            |            |  |
|                             | bloemenreliëf                                                      |                                                                     | De Bosch Kemperlaan 15 |                            |            |  |
|                             | De Witte Hoeve                                                     |                                                                     | Groen van Prinstererlaan 17 | steen                      |            |  |
|                             | De Wielewaal                                                       |                                                                     | Van Hogendorplaan 2 | steen                      |            |  |
|                             | The Mound                                                          |                                                                     | Huijgenslaan 6 | steen                      |            |  |
|                             | In den Wingerd                                                     |                                                                     | Huijgenslaan 8 | steen                      |            |  |
|                             | De Koekoek                                                         |                                                                     | Huijgenslaan 10 | steen                      |            |  |
|                             | gevelsteen                                                         |                                                                     | Keucheniuslaan 9 | steen                      |            |  |
|                             | De Berken                                                          |                                                                     | Koningin Wilhelminalaan 14 | steen                      |            |  |
|                             | 't Nestje                                                          |                                                                     | Prinses Marielaan 7 | steen                      |            |  |
|                             | 't Konijnenbergje                                                  |                                                                     | Dr. Nolenslaan 6 | steen                      |            |  |
|                             | gevelsteen met een haan                                            |                                                                     | Regentesselaan 26 |                            |            |  |
|                             | gevelsteen met een egel                                            |                                                                     | Thorbeckeplein 16 | steen                      |            |  |
|                             | 't Uulennest                                                       |                                                                     | Utrechtseweg 132 | steen                      |            |  |